# Советский (Костромская область)
Советский — посёлок в Межевском муниципальном округе Костромской области России. До 2021 года являлся центром Советского сельского поселения.

## География
Посёлок находится в северо-восточной части Костромской области, в подзоне южной тайги, на берегах реки Княжая, на расстоянии приблизительно 32 километров (по прямой) к северо-западу от села Георгиевского, административного центра района. Абсолютная высота — 130 метров над уровнем моря.

### Климат
Климат характеризуется как умеренно континентальный, с продолжительной холодной многоснежной зимой и коротким сравнительно тёплым летом. Средняя температура воздуха самого холодного месяца (января) — −12 °C; самого тёплого месяца (июля) — 18 °C. Безморозный период длится около 100—130 дней. Продолжительность вегетационного периода составляет примерно 110—140 дней. Годовое количество атмосферных осадков — 560 мм, из которых большая часть выпадает в тёплый период.

### Часовой пояс
Посёлок Советский, как и вся Костромская область, находится в часовой зоне МСК (московское время). Смещение применяемого времени относительно UTC составляет +3:00.

## Население
| 2008 | 2010 | 2012 | 2013 | 2014 | 2015 | 2016 |
| ---- | ---- | ---- | ---- | ---- | ---- | ---- |
| 229  | ↘167 | ↘162 | ↘151 | ↘130 | ↘116 | ↘110 |
| 2017 | 2018 | 2019 | 2020 |      |      |      |
| ↘101 | ↘96  | ↘86  | ↘77  |      |      |      |

### Национальный состав
Согласно результатам переписи 2002 года, в национальной структуре населения русские составляли 92 % из 258 чел.